# Wahlkreis Rom-Mitte (Senato della Repubblica)
Der Wahlkreis Rom-Mitte war von 1993 bis 2005 ein Wahlkreis (italienisch collegio elettorale) für die Wahl des Senats.

## Wahlkreisgebiet
Der Wahlkreis umfasste den Teil der Gemeinde Rom, der aus folgenden Stadtgliederungen bestand: Monti (R. I), Trevi (R. II), Colonna (R. III), Campo Marzio (R. IV), Ponte (R. V), Parione (R. VI), Regola (R. VII), Sant’Eustachio (R. VIII), Pigna (R. IX), Campitelli (R. X), Sant’Angelo (R. XI), Ripa (R. XII), Borgo (R. XIV), Esquilino (R. XV), Ludovisi (R. XVI), Sallustiano (R. XVII), Castro Pretorio (R. XVIII), Celio (R. XIX), Testaccio (R. XX), San Saba (R. XXI), Prati (R. XXII), Flaminio (Q. I), Trionfale – Quartiere (Q. XIV) und Della Vittoria – Quartiere (Q. XV). Der Wahlkreis umfasste somit 21 von 22 Rioni: Trastevere (R. XIII) gehörte zum Wahlkreis Rom – Gianicolense.

## Wahlergebnisse

### Parlamentswahl 1994
| Kandidaten               | Kandidaten                  | Parteien                     | Stimmen | %    |
| ------------------------ | --------------------------- | ---------------------------- | ------- | ---- |
|                          | Giulio Maceratinigewählt    | Polo del Buon Governo        | 64.928  | 42,5 |
|                          | Bartolomeo Ciccardini       | Progressisti                 | 49.122  | 32,1 |
|                          | Romano Cataldo Forleo       | Patto per l’Italia           | 23.594  | 15,4 |
|                          | Massimo Bordin              | Lista Pannella – Riformatori | 8.948   | 5,9  |
|                          | Antonio Rizzo               | Verdi Federalisti            | 5.374   | 3,5  |
|                          | Maria Grazia Barucci Ombuen | Partito della Legge Naturale | 917     | 0,6  |
| Gesamt                   | Gesamt                      | Gesamt                       | 152.883 | 100  |
|                          |                             |                              |         |      |
| Ungültige Stimmen        | Ungültige Stimmen           | Ungültige Stimmen            | 6.089   | 3,8  |
| Wähler                   | Wähler                      | Wähler                       | 158.972 | 80,7 |
| Wahlberechtigte          | Wahlberechtigte             | Wahlberechtigte              | 196.892 |      |
|                          |                             |                              |         |      |
| Quelle: Innenministerium |                             |                              |         |      |

### Parlamentswahl 1996
| Kandidaten               | Kandidaten               | Parteien                | Stimmen | %    |
| ------------------------ | ------------------------ | ----------------------- | ------- | ---- |
|                          | Giulio Maceratinigewählt | Polo per le Libertà     | 68.773  | 46,7 |
|                          | Tana De Zuluetagewählt   | L’Ulivo                 | 68.744  | 46,7 |
|                          | Angiolo Bandinelli       | Lista Pannella – Sgarbi | 4.638   | 3,1  |
|                          | Antonio Silvestroni      | Fiamma Tricolore        | 4.115   | 2,8  |
|                          | Antonino Gasparo         | Partito Socialista      | 974     | 0,7  |
| Gesamt                   | Gesamt                   | Gesamt                  | 147.244 | 100  |
|                          |                          |                         |         |      |
| Ungültige Stimmen        | Ungültige Stimmen        | Ungültige Stimmen       | 5.587   | 3,7  |
| Wähler                   | Wähler                   | Wähler                  | 152.831 | 78,4 |
| Wahlberechtigte          | Wahlberechtigte          | Wahlberechtigte         | 194.992 |      |
|                          |                          |                         |         |      |
| Quelle: Innenministerium |                          |                         |         |      |

### Parlamentswahl 2001
| Kandidaten               | Kandidaten                  | Parteien                             | Stimmen | %    |
| ------------------------ | --------------------------- | ------------------------------------ | ------- | ---- |
|                          | Cesare Cursigewählt         | Casa delle Libertà                   | 61.559  | 44,7 |
|                          | Tana De Zuluetagewählt      | L’Ulivo                              | 57.815  | 42,0 |
|                          | Bianca Ernesta Bracci Torsi | Partito della Rifondazione Comunista | 4.675   | 3,4  |
|                          | Carlo Scognamiglio Pasini   | Democrazia Europea                   | 4.188   | 3,0  |
|                          | Angiolo Bandinelli          | Lista Emma Bonino                    | 3.811   | 2,8  |
|                          | Riccardo Lenzi              | Lista Di Pietro                      | 3.070   | 2,2  |
|                          | Mario Coen Belifanti        | Fiamma Tricolore                     | 1.298   | 0,9  |
|                          | Vincenzo Macedonio          | Fronte Nazionale                     | 1.105   | 0,8  |
|                          | Alberto Rossi               | Forza Nuova                          | 278     | 0,2  |
| Gesamt                   | Gesamt                      | Gesamt                               | 137.799 | 100  |
|                          |                             |                                      |         |      |
| Ungültige Stimmen        | Ungültige Stimmen           | Ungültige Stimmen                    | 4.238   | 3,0  |
| Wähler                   | Wähler                      | Wähler                               | 142.037 | 71,1 |
| Wahlberechtigte          | Wahlberechtigte             | Wahlberechtigte                      | 199.710 |      |
|                          |                             |                                      |         |      |
| Quelle: Innenministerium |                             |                                      |         |      |